# Déclaration de Yaoundé
La « Déclaration de Yaoundé sur la conservation et la gestion durable des forêts tropicales d'Afrique centrale» est une déclaration signée le 17 mars 1999 par six chefs d'État d'Afrique Centrale (le Cameroun, le Gabon, la Guinée équatoriale, la République centrafricaine, le Tchad et la République du Congo), réunis à Yaoundé au Cameroun par le Président de la République du Cameroun, Paul Biya. En 2005, 4 nouveaux pays en deviennent signataires (le Burundi, la République démocratique du Congo, Sao Tome et Principé et le Rwanda). 
Elle « traduit la volonté politique des États de la sous-région de recourir à un système de gestion commune et ainsi de rendre plus effective la protection de la forêt » exceptionnellement riche de la région biogéographique du bassin du Congo.
Dans cette déclaration commune, « soucieux de la nécessité de conserver et de gérer durablement leurs écosystèmes forestiers qui sont à la fois une richesse naturelle importante pour les générations présentes et à venir, et une richesse écologique universelle » ces chefs d'État s'engagent à œuvrer de manière concertée pour la conservation et la gestion durable des écosystèmes forestiers d'Afrique Centrale.
Cette déclaration fait depuis l'objet d'une déclinaison dans les pays de la COMIFAC, via un document dit « Plan de convergence de la COMIFAC », en intégrant des dynamiques de gestion transfrontalière.

## Contenu
Cette déclaration affirme de la part de ces chefs d'État leur « attachement au principe de conservation de la biodiversité et de la gestion durable des écosystèmes forestiers » régionaux ; « le droit de leurs peuples à compter sur les ressources forestières pour soutenir leurs efforts de développement économique et social », leur volonté de « concilier les impératifs de développement économique et social avec la conservation de la diversité biologique dans le cadre d'une coopération sous - régionale et internationale bien comprise », leur « intérêt à la mise en place par la communauté internationale, aujourd'hui très consciente du rôle écologique des forêts à créer un mécanisme international destiné au financement d'un fonds fiduciaire pour soutenir de manière durable les pays de la sous-région dans leurs efforts d'aménagement, de conservation et de recherche sur les écosystèmes forestiers » ainsi que « solidarité avec les pays sahéliens de l'Afrique Centrale dans leur lutte contre l'avancée du désert »

## 12 résolutions
La convention comprend 12 résolutions visant à :
1. Harmoniser les politiques et les fiscalités sur la forêt ;
2. Aménager durablement les forêts et les savanes de la sous-région ;
3. Conserver les écosystèmes et la diversité biologique ;
4. Créer et gérer les Aires protégées (nationales & transfrontalières) ;
5. Associer les acteurs  populations locales à la gestion forestière ;
6. Impliquer le secteur privé dans l'aménagement forestier ;
7. Intégrer les forêts avec d'autres programmes sectoriels ;
8. Contrôler l'exploitation et l’utilisation des ressources forestières au profit d'un développement plus endogène ;
9. Promouvoir une industrialisation des filières forestières ;
10. Financer les entreprises, créer des emplois ;
11. Financer sur le long terme les actions de conservation ;
12. encourager des forums de concertation sur les stratégies de développement et de gestion forestière (aux échelles nationales et sous-régionales).